# Ekspedycja 39
Ekspedycja 39 – stała załoga Międzynarodowej Stacji Kosmicznej, która sprawowała swoją misję od 11 marca do 13 maja 2014 roku. Ekspedycja 39 rozpoczęła się wraz z odłączeniem od stacji statku Sojuz TMA-10M i trwała do odcumowania od ISS statku Sojuz TMA-11M.

## Załoga
Astronauci Michaił Tiurin, Richard Mastracchio i Kōichi Wakata przybyli na ISS 7 listopada 2013 roku na pokładzie Sojuza TMA-11M i weszli w skład Ekspedycji 38. Początkowo znajdowali się na stacji jedynie w trójkę. 27 marca 2014 roku dołączyli do nich Aleksandr Skworcow, Oleg Artiemjew i Steven Swanson, którzy przybyli na pokładzie Sojuza TMA-12M.
Gdy 13 maja 2014 roku Sojuz TMA-11M odłączył się od stacji z Tiurinem, Mastracchio i Wakatą na pokładzie, zakończyła się misja Ekspedycji 39. Jednocześnie kosmonauci Skworcow, Artiemjew i Swanson przeszli w skład 40. stałej załogi ISS.
| Funkcja              | Pierwsza część 11-27.03.2014               | Druga część 27.03-13.05.2014                   |
| -------------------- | ------------------------------------------ | ---------------------------------------------- |
| Dowódca              | Kōichi Wakata, JAXA 4. lot kosmiczny       | Kōichi Wakata, JAXA 4. lot kosmiczny           |
| Inżynier pokładowy 1 | Richard Mastracchio, NASA 4. lot kosmiczny | Richard Mastracchio, NASA 4. lot kosmiczny     |
| Inżynier pokładowy 2 | Michaił Tiurin, Roskosmos 3. lot kosmiczny | Michaił Tiurin, Roskosmos 3. lot kosmiczny     |
| Inżynier pokładowy 3 |                                            | Aleksandr Skworcow, Roskosmos 2. lot kosmiczny |
| Inżynier pokładowy 4 |                                            | Oleg Artiemjew, Roskosmos 1. lot kosmiczny     |
| Inżynier pokładowy 5 |                                            | Steven Swanson, NASA 3. lot kosmiczny          |

## Galeria

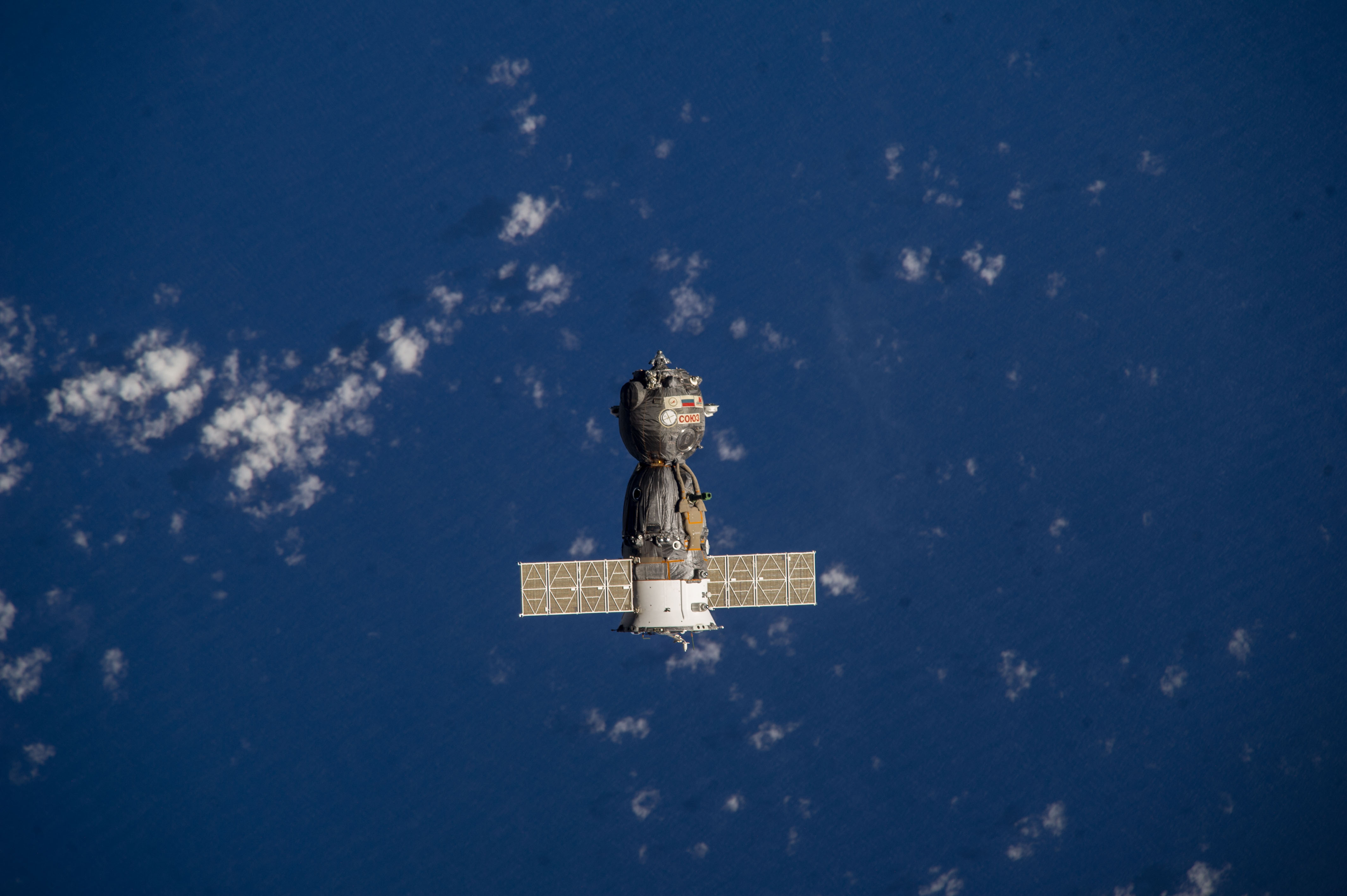
Sojuz TMA-10M oddala się od stacji po odcumowaniu co rozpoczęło Ekspedycję 39
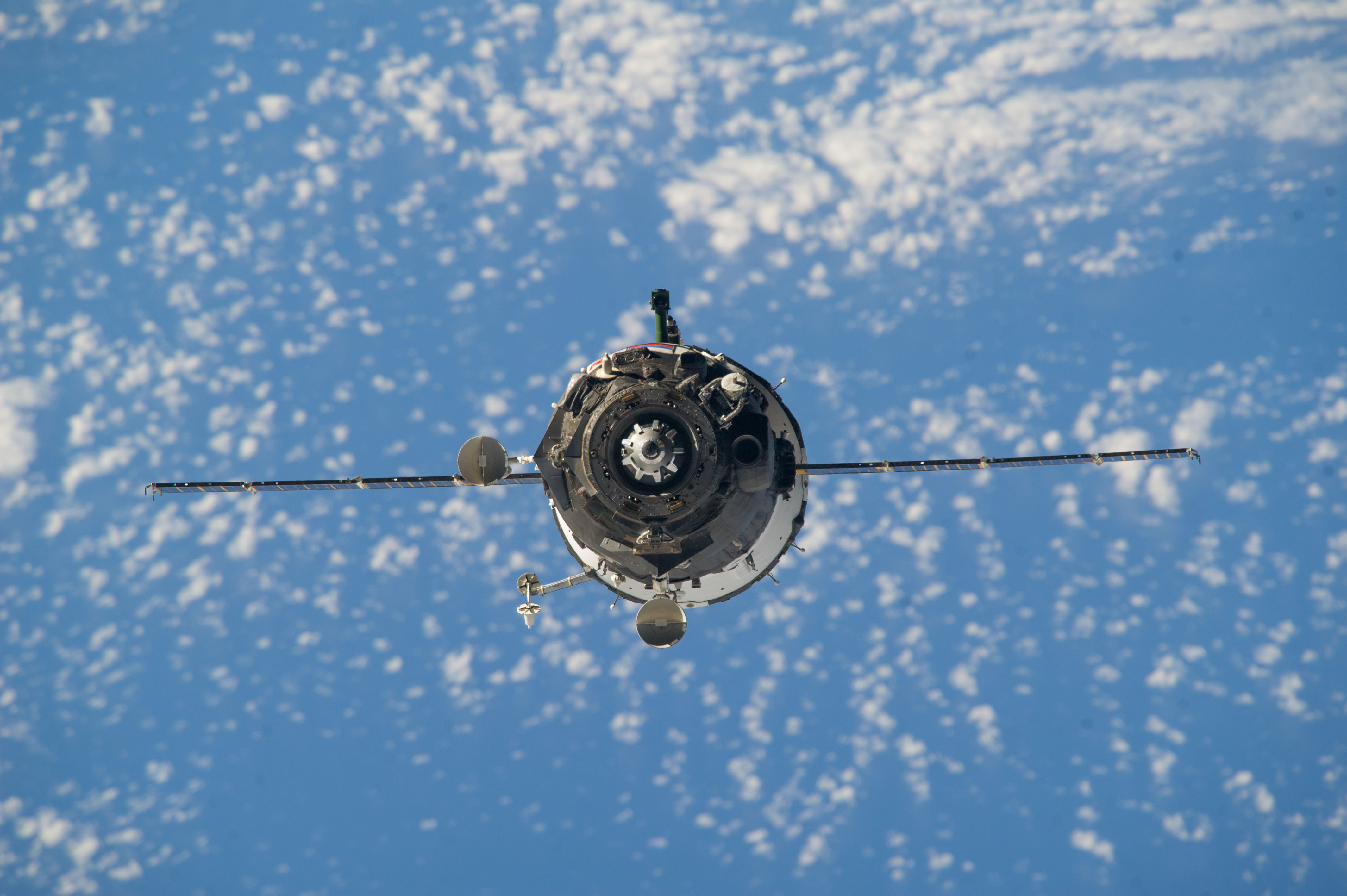
Sojuz TMA-12M zbliża się do ISS
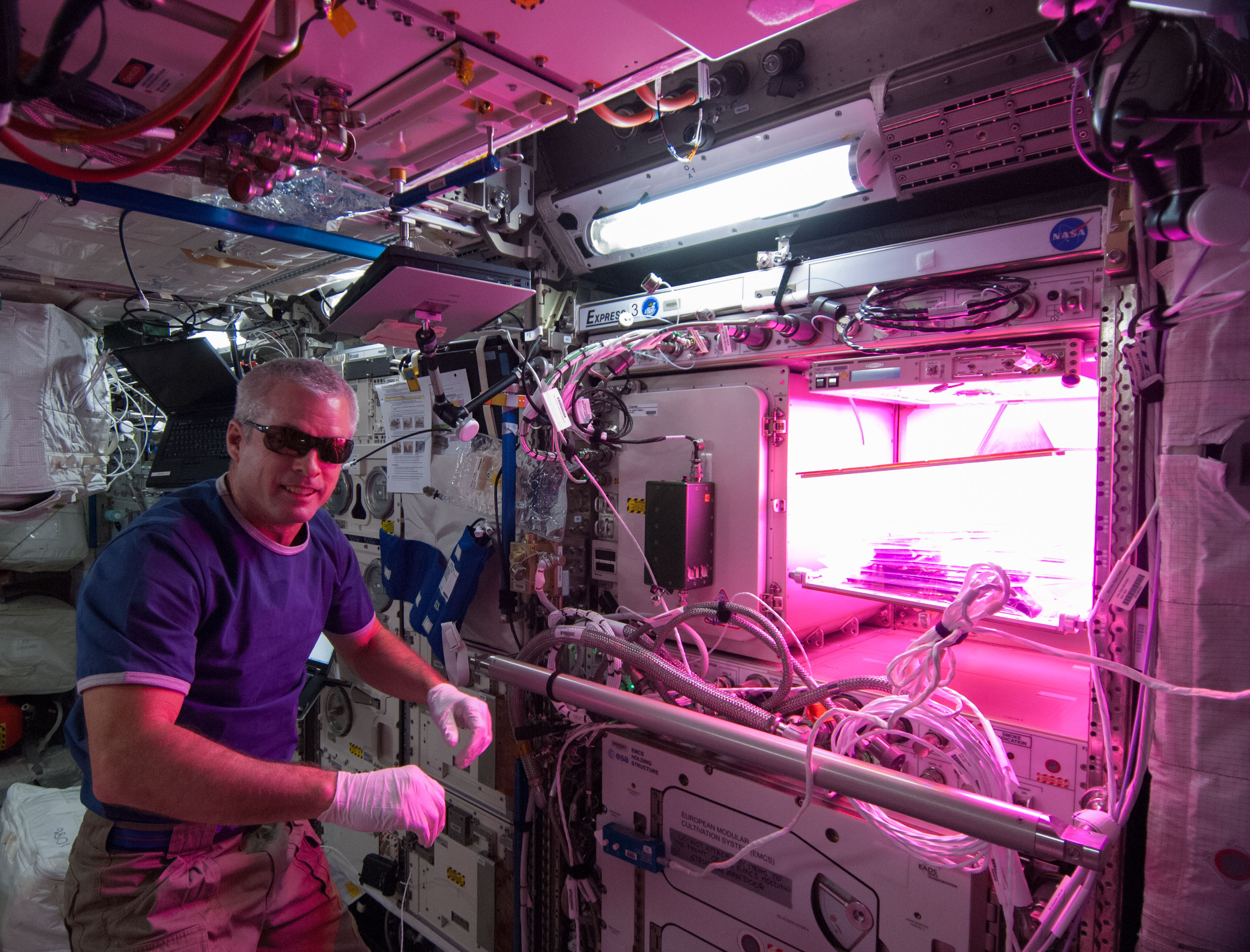
Steven Swanson po zamontowaniu urządzenia badawczego Veggie w module Columbus
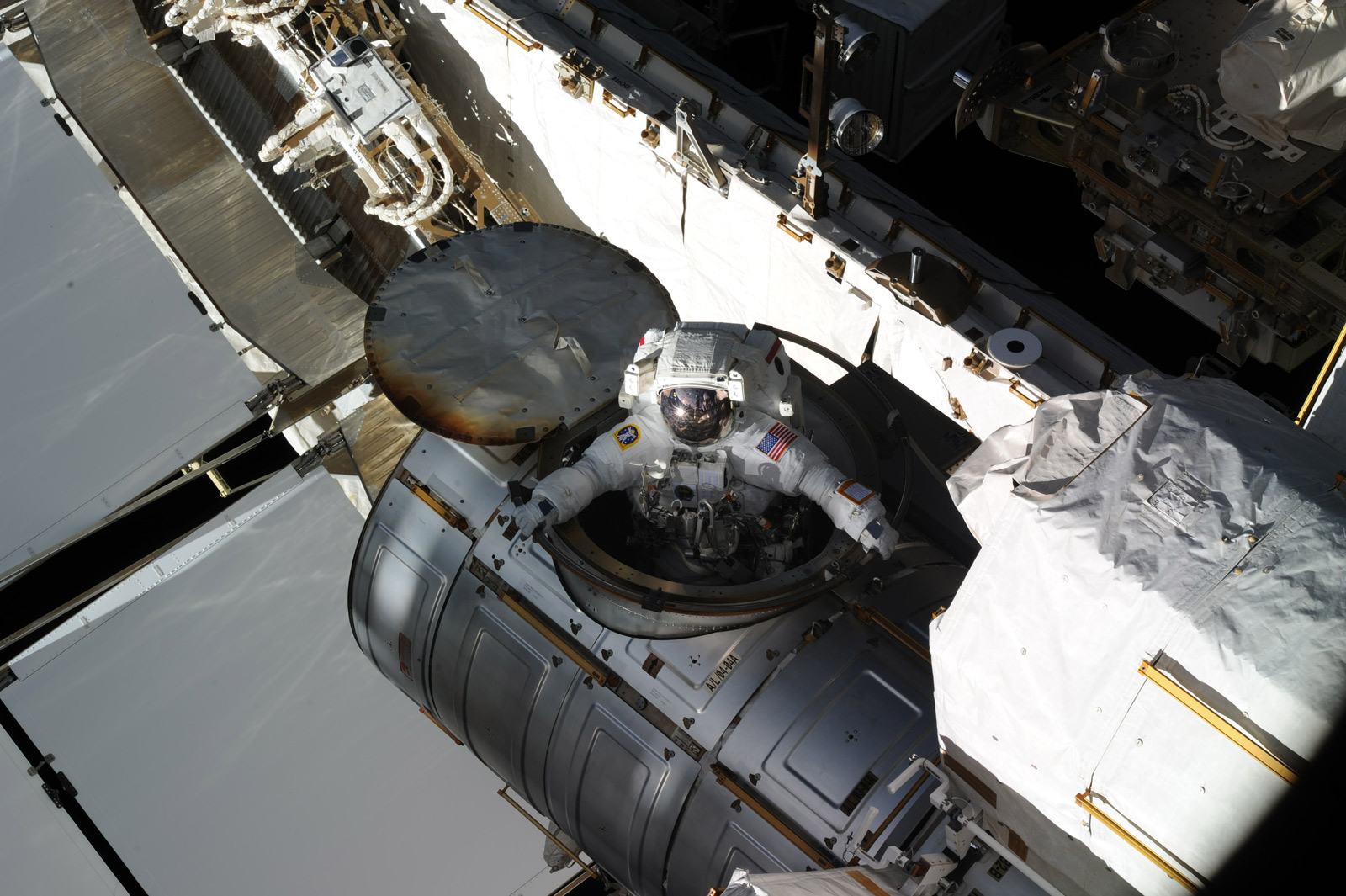
Richard Mastracchio w czasie opuszczania śluzy Quest czym rozpoczął swój spacer kosmiczny